# بولا (سردينيا)
بولا ، (بالإنجليزية: Pula)‏، (لاتينية: Nora)، هي بلدية في مدينة كالياري، في منطقة سردينيا الإيطالية، وتقع على بعد حوالي 25 كم (16 ميل) جنوب غرب كالياري.

## السكان
في سنة 1861 بلغ عدد السكان 1٬700 نسمة، وتطور العدد ليصل في سنة 2011 لـ 7٬141 نسمة.
يظهر هذا المخطط البياني تطور النمو السكاني لـ بولا (سردينيا)